# Governo González III
Il Governo González III fu l’esecutivo in carica nel Regno di Spagna dal 6 dicembre 1989 al 14 luglio 1993 (sebbene dimissionario dal 6 giugno). Nato dal risultato delle elezioni del 1989, fu l’unico della IV legislatura. 
Il 14 luglio 1993, gli successe il Governo González IV.

## Situazione parlamentare
| Camera                 | Collocazione                | Partiti                                                                        | Seggi     |
| ---------------------- | --------------------------- | ------------------------------------------------------------------------------ | --------- |
| Congresso dei Deputati | Governo                     | PSOE/PSC (175)                                                                 | 175 / 350 |
| Congresso dei Deputati | Appoggio esterno/Astensione | Appoggio esterno: AIC (1) Astensione: CiU (18), CDS (14), EAJ/PNV (5), PAR (2) | 39 / 350  |
| Congresso dei Deputati | Opposizione                 | PP (107), IU (17), PA (2), UV (2), EA (2), EE (2)                              | 132 / 350 |
| Congresso dei Deputati | Non partecipanti            | HB (4)                                                                         | 4 / 350   |

## Composizione
Partito Socialista Operaio Spagnolo (PSOE)
     Partito dei Socialisti di Catalogna (PSC)
     Indipendenti
| Carica                                         | Titolare                                                              | Titolare | Titolare                                                      | Partito      |
| ---------------------------------------------- | --------------------------------------------------------------------- | -------- | ------------------------------------------------------------- | ------------ |
| Presidente del Governo                         |                                                                       |          | Felipe González Márquez                                       | PSOE         |
| Vicepresidente                                 |                                                                       |          | Alfonso Guerra González (fino all’11 marzo 1991)              | PSOE         |
| Vicepresidente                                 |                                                                       |          | Narcís Serra i Serra (dall’11 marzo 1991)                     | PSC          |
| Interno                                        |                                                                       |          | José Luis Corcuera Cuesta                                     | PSOE         |
| Affari esteri                                  |                                                                       |          | Francisco Fernández Ordóñez (fino al 24 giugno 1992)          | PSOE         |
| Affari esteri                                  | Francisco Javier Solana de Madariaga (dal 24 giugno 1992)             |          |                                                               | PSOE         |
| Giustizia                                      |                                                                       |          | Enrique Múgica Herzog (fino al 13 marzo 1991)                 | PSOE         |
| Giustizia                                      | Tomás de la Quadra-Salcedo Fernández del Castillo (dal 13 marzo 1991) |          |                                                               | PSOE         |
| Economia e Finanze                             |                                                                       |          | Carlos Solchaga Catalán                                       | PSOE         |
| Opere pubbliche e Urbanistica (soppresso)      |                                                                       |          | Javier Luis Sáenz de Cosculluela (fino al 13 marzo 1991)      | PSOE         |
| Trasporti, Turismo e Comunicazioni (soppresso) |                                                                       |          | José Barrionuevo Peña (fino al 13 marzo 1991)                 | PSOE         |
| Industria ed Energia (soppresso)               |                                                                       |          | José Claudio Aranzadi Martínez                                | PSOE         |
| Industria, Commercio e Turismo (istituito)     |                                                                       |          | José Claudio Aranzadi Martínez                                | PSOE         |
| Opere pubbliche e Trasporti (istituito)        |                                                                       |          | Josep Borrell Fontelles (dal 13 marzo 1991)                   | PSOE         |
| Istruzione e Scienza                           |                                                                       |          | Francisco Javier Solana de Madariaga (fino al 24 giugno 1992) | PSOE         |
| Istruzione e Scienza                           | Alfredo Pérez Rubalcaba (dal 24 giugno 1992)                          |          |                                                               | PSOE         |
| Lavoro e Sicurezza sociale                     |                                                                       |          | Manuel Chaves González (fino al 2 maggio 1990)                | PSOE         |
| Lavoro e Sicurezza sociale                     | Luis Martínez Noval (dal 2 maggio 1990)                               |          |                                                               | PSOE         |
| Salute e Consumo                               |                                                                       |          | Julián García Vargas (fino al 13 marzo 1991)                  | PSOE         |
| Salute e Consumo                               | Julián García Valverde (dal 13 marzo 1991 al 14 gennaio 1992)         |          |                                                               | PSOE         |
| Salute e Consumo                               | José Antonio Griñán (dal 14 gennaio 1992)                             |          |                                                               | PSOE         |
| Agricoltura, Pesca ed Alimentazione            |                                                                       |          | Carlos Romero Herrera (fino al 7 luglio 1991)                 | PSOE         |
| Agricoltura, Pesca ed Alimentazione            | Pedro Solbes Mira (dal 7 luglio 1991)                                 |          |                                                               | PSOE         |
| Cultura                                        |                                                                       |          | Jorge de Semprún Maura (fino al 13 marzo 1991)                | Indipendente |
| Cultura                                        |                                                                       |          | Jordi Solé Tura (dal 13 marzo 1991)                           | PSC          |
| Amministrazioni pubbliche                      |                                                                       |          | José Joaquín Almunia Amann (fino al 13 marzo 1991)            | PSOE         |
| Amministrazioni pubbliche                      | Juan Manuel Eguiagaray Ucelay (dal 13 marzo 1991)                     |          |                                                               | PSOE         |
| Relazioni con le Cortes                        |                                                                       |          | Virgilio Zapatero Gómez                                       | PSOE         |
| Affari sociali                                 |                                                                       |          | Matilde Fernández Sanz                                        | PSOE         |
| Portavoce del Governo                          |                                                                       |          | Rosa Conde Gutiérrez del Álamo                                | PSOE         |

Fonte: